# Anexo el Riachuelo
Anexo el Riachuelo är en ort i Mexiko.   Den ligger i kommunen Rioverde och delstaten San Luis Potosí, i den centrala delen av landet, 280 km norr om huvudstaden Mexico City. Anexo el Riachuelo ligger 944 meter över havet och antalet invånare är 399.
Terrängen runt Anexo el Riachuelo är kuperad söderut, men norrut är den platt. Runt Anexo el Riachuelo är det ganska glesbefolkat, med 24 invånare per kvadratkilometer. Närmaste större samhälle är Río Verde, 15,2 km norr om Anexo el Riachuelo. I omgivningarna runt Anexo el Riachuelo växer huvudsakligen savannskog.